# Bindé
Cet article concerne le village. Pour le département et la commune rurale, voir Bindé (département).
Bindé est un village du département et la commune rurale de Bindé, dont il est le chef-lieu, situé dans la province du Zoundwéogo et la région du Centre-Sud au Burkina Faso.

## Géographie
Le village de Bindé est situé au nord de la province du Zoundwéogo, dans la région du Centre‐Sud du Burkina Faso, sur l’axe Ouagadougou‐Pô. Il est situé à environ 100 km au sud de la capitale Ouagadougou par les routes nationales RN 5, RN 29 et RN 17.
Le village est traversé par la route nationale 17.

## Démographie
Lors du recensement général de la population et de l'habitation (RGPH) de 2006, le village comptait 2 598 habitants.

## Santé et éducation
Le village accueille un centre de santé et de promotion sociale (CSPS).